# 4 Eichen (Schopsdorf)
4 Eichen war eine Baumgruppe aus vier Eichen im Gemeindegebiet der Ortschaft Schopsdorf der Stadt Genthin in Sachsen-Anhalt. Die Baumgruppe war im örtlichen Denkmalverzeichnis als Naturdenkmal eingetragen.
Die Eintragung in das Denkmalverzeichnis erfolgte nach einem Beschluss des Rates des Kreises Burg vom 17. April 1968. Im Jahr 2007 sollten Verkehrssicherungsmaßnahmen an den Bäumen erfolgen, dabei wurde festgestellt, dass zwei der Bäume nicht mehr vorhanden waren. Durch den Landkreis Jerichower Land wurde der Beschluss im Jahr 2010 außer Kraft gesetzt. Es erfolgte dadurch die Austragung aus dem Denkmalverzeichnis.
Die beiden verbliebenen Eichen wurden 2013 zur Fällung freigegeben, nachdem die Bäume durch den Eichenprozessionsspinner befallen wurden und eine Schädlingsbekämpfung nicht den erhofften Erfolg brachte.